# Benimarfull
Benimarfull község Spanyolországban, Alicante tartományban. Lakosainak száma 447 fő (2024). Benimarfull Alcocer de Planes, Cocentaina, Muro de Alcoy, Almudaina, Benillup, Planes és L’Alqueria d’Asnar községekkel határos.

## Népesség
A település lakosságának változását az alábbi diagram mutatja:
| Lakosok száma | 408  | 455  | 433  | 440  | 408  | 431  | 427  | 409  | 397  | 447  |
|               | 2001 | 2004 | 2006 | 2009 | 2011 | 2014 | 2016 | 2019 | 2021 | 2024 |